# Jean Quinodoz
Jean Quinodoz (* 4. Mai 1906 in La Sage, Gemeinde Evolène; † 13. Mai 1977 in Sitten; heimatberechtigt in Evolène) war ein Schweizer Jurist.

## Leben
Jean Quinodoz wurde als Sohn des Lehrers Joseph Quinodoz und der Marie Gaspoz geboren. Er war zweimal verheiratet, in erster Ehe mit Jeanne Métroz und in zweiter Ehe mit Agnès-Andrée-Béatrice Ruedin. Nach seiner Matura in Sarnen studierte er an der Universität Freiburg und in Paris Jura. Als Rechtsanwalt und Notar führte er von 1932 bis 1944 ein eigenes Anwaltsbüro in Sitten. Danach war er von 1944 bis 1968 Dienstchef der Rechtsabteilung des kantonalen Departements des Innern des Kantons Wallis. Nebenamtlich war er als Berichterstatter am Bezirksgericht Hérens tätig. Anschliessend, von 1968 bis 1976, war er Richter am Kantonsgericht Wallis, dessen Präsident er von 1973 bis 1974 war.